# Avenida dos Combatentes
A Avenida dos Combatentes é um dos extremos do corredor fundamental de Lisboa entre o Campo Grande e Alcântara. É um dos principais acessos ao centro da cidade, dos concelhos limítrofes a norte, através da Praça de Espanha. Tem um acesso directo à Avenida Calouste Gulbenkian, não se tendo de circundar a Praça de Espanha para entrar na avenida.
É uma avenida influente em Lisboa, pois nela situa-se o Hotel Marriott Lisboa e a Universidade Católica de Lisboa. A meio, atravessa as linhas de Sintra e de Cintura num viaduto e acede ao Bairro do Rego e ao Hospital Curry Cabral.